# مارلين بيك
مارلين بيك (بالإنجليزية: Marilyn Beck)‏ هي كاتبة العمود أمريكية، ولدت في 17 ديسمبر 1928 في شيكاغو في الولايات المتحدة، وتوفيت في 31 مايو 2014 في أوسيانسيدي في الولايات المتحدة بسبب سرطان الرئة.

## وصلات خارجية
- الموقع الرسمي
- مارلين بيك على موقع IMDb (الإنجليزية)
- مارلين بيك على موقع قاعدة بيانات الفيلم (الإنجليزية)